# NGC 1082-1
NGC 1082-1 is een lensvormig sterrenstelsel in het sterrenbeeld Eridanus. Het hemelobject werd op 29 september 1886 ontdekt door de Amerikaanse astronoom Lewis A. Swift.

## Synoniemen
- PGC 10447
- MCG -1-8-4
- NPM1G -08.0117